# سانتا تكلا، السلفادور
سانتا تكلا، السلفادور هي بلدية في السلفادور، تتبع إدارة لا ليبرتاد، بلغ عدد سكانها 135,483 نسمة في 2014، تبلغ مساحتها 108.59 كيلومتر مربع.

## مدن توأم
المدن التوأم:
- خيخون.

## أعلام
- ميغيل لوبيز
- ريكاردو كابريرا مارتينيز
- خوسيه داميان فيلاكورتا
- إدوين سانشيز
- ألفارو ميسيل ألفارو